# Església de la Nativitat de la Verge Maria de la Sala
L'Església de la Nativitat de la Verge Maria de la Sala és una església dedicada a la Nativitat de la Verge Maria del municipi de Passanant i Belltall (Conca de Barberà), que forma part de l'Inventari del Patrimoni Arquitectònic de Catalunya.

## Història
L'església s'edificà sobre un temple romànic del qual no queden restes. L'església moderna es començà a edificar cap a inicis del segle xix (1801), segons indica una làpida damunt la porta, i va ser bastida en diverses etapes. L'any 1936 va ser destruïda i no va ser fins a la dècada del 1970 que no es va restaurar. La construcció té una factura senzilla, utilitzant per a la façana carreus de pedra molt irregulars. La seva porta és d'arc rebaixat i consta d'un campanar d'espadanya.